# Louve (rivière)
 (août 2025).
Si vous disposez d'ouvrages ou d'articles de référence ou si vous connaissez des sites web de qualité traitant du thème abordé ici, merci de compléter l'article en donnant les références utiles à sa vérifiabilité et en les liant à la section « Notes et références ».
Pour les articles homonymes, voir Louve.
La Louve est un ruisseau du canton de Vaud, en Suisse dont le bassin collecteur s'étend sur les communes de Lausanne, de Romanel et du Mont. Son débit moyen est de 47 ℓ/s, sa crue centennale de 15 m3/s.

## Hydronymie
La Louve tirerait son nom du terme gaulois lokwa faisant référence à un cours d'eau formé sur des marais. Ces traits sont caractéristiques des hauts de Lausanne qui étaient marécageux durant le Moyen Âge.

## Géographie
La Louve prend sa source sur la commune de Lausanne, au sud du bois de Vernand-Dessus. Elle forme rapidement la limite communale avec Le Mont-sur-Lausanne puis entre sur le territoire de la commune de Romanel-sur-Lausanne où elle est canalisée. Une centaine de mètres après avoir resurgi, elle reçoit les eaux du Flonzel qui prend sa source au lieu-dit "En Flonzel". Elle est à nouveau canalisée pour passer sous l'autoroute A9. Elle reçoit alors, à nouveau sur sa rive gauche, les eaux du ruisseau de la Croix. La rivière se situe toujours sur son cours supérieur, et s'appelle alors le Petit-Flon. La rivière coule à l'air libre le long du domaine de la Viane, fait un coude à l'est autour du quartier de Maillefer et file sur le quartier de Bellevaux pour entrer dans le Bois-Mermet où elle devient la Louve. 
Elle descendait ensuite jusqu'au centre de Lausanne, passait par la rue et la place de la Louve pour finalement rejoindre le Flon à la place Pépinet. À la suite de l'urbanisation, son cours a cependant été modifié pour que ses eaux, avec celles du Flon, soient amenées directement au Léman sans se mélanger aux eaux sales de la ville.

## Histoire

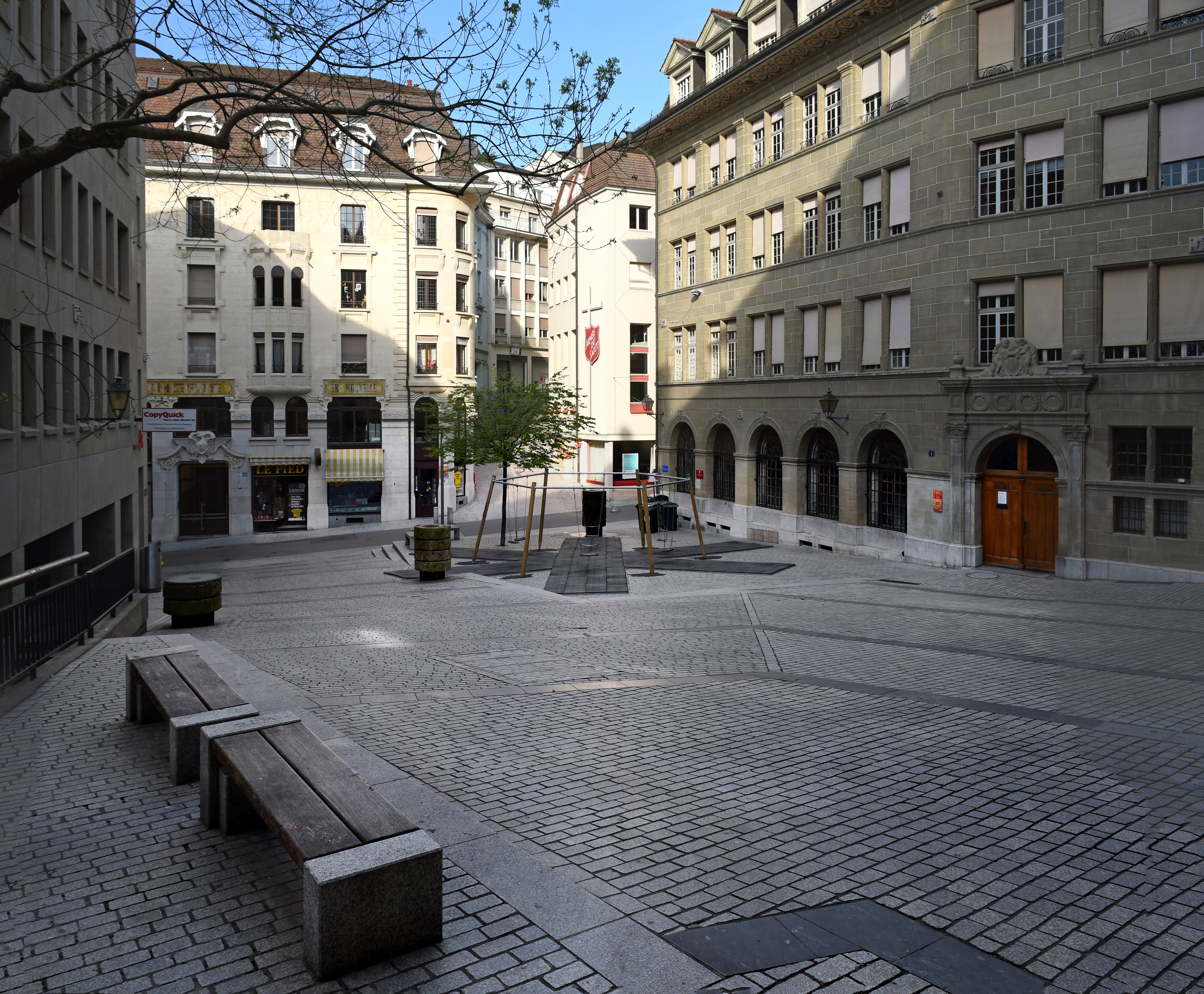
Place de la Louve à Lausanne. Les fontaines cylindriques de la place sont une œuvre d'art symbolisant l'ancien cours de la Louve.

En ville, la Louve a longtemps servi d'égout à ciel ouvert. Pour des raisons sanitaires, elle commence à être voûtée dès 1812, cette réalisation est accompagnée par la construction d'un réseau de collecte des eaux usées des immeubles adjacents. Dès lors son cours est progressivement canalisé et recouvert jusqu'au haut de la Borde. Au début du XXIe siècle, le cours d'eau était ainsi intégré aux égouts de la ville.
Depuis 2006, ses eaux sont déviées dès le Bois-Mermet dans une conduite passant par le tunnel Tridel alors nouvellement construit et qui passe sous le lit de la rivière. L'objectif de cette dérivation est de ne plus introduire d'eau claire dans le réseau d'eaux usées afin d'améliorer le rendement de la station d'épuration de Vidy. Ces aménagements commencent par un barrage poids qui facilite la prise d'eau et l'introduit dans une conduite de dérivation de 700 mm de diamètre et longue de 3 862 mètres au total. Elle passe donc d'abord par le tunnel ferroviaire qu'elle suit sur 2 390 mètres jusqu'à Sébeillon avant de rejoindre le voûtage du Flon (1 120 mètres), accrochée à son plafond pour finalement atteindre le déversoir du Capelard sous la Vallée de la Jeunesse. À cet endroit, une mini-centrale électrique exploite le dénivelé et assure une production de 466 MWh/an, ce qui correspond à la consommation de 120 ménages. Dès lors, l'eau est évacuée directement vers le lac Léman qu'elle atteint au port de Vidy. Pour cette réalisation un crédit d'investissement de 6 380 000 francs avait été demandé en 2003.
Cependant, à cause de malfaçons dans la construction du tunnel entraînant le gonflement du radier et des tensions dans la conduite de dérivation, la canalisation a dû être coupée et des réparations ont eu lieu dès 2009.